# Isla Hash
La isla Hash (en inglés: Hash Island) es una isla situada en la entrada del estrecho de Larsen, en la costa sureste de Georgia del Sur. Fue examinado por la Segunda expedición antártica alemana, en 1911-1912, bajo Wilhelm Filchner. La isla fue probablemente nombrada por el personal de Investigaciones Discovery en 1927.
La isla es administrada por el Reino Unido como parte del territorio de ultramar de las Islas Georgias del Sur y Sandwich del Sur, pero también es reclamada por la República Argentina que la considera parte del departamento Islas del Atlántico Sur dentro de la provincia de Tierra del Fuego, Antártida e Islas del Atlántico Sur.